# Argélia nos Jogos Olímpicos de Verão de 2016
Argélia participou dos Jogos Olímpicos de Verão de 2016, que foram realizados na cidade do Rio de Janeiro, no Brasil, de 5 de agosto até 21 de agosto de 2016.
O atleta Taoufik Makhloufi ganhou a medalha de prata nos 800m rasos no Atletismo masculino no dia 16 de agosto de 2016, com a marca de 1:42.61.

## Natação
| Atleta           | Prova                 | Manga | Manga         | Semi-final    | Semi-final    | Final         | Final         |
| Atleta           | Prova                 | Tempo | Classificação | Tempo         | Classificação | Tempo         | Classificação |
| ---------------- | --------------------- | ----- | ------------- | ------------- | ------------- | ------------- | ------------- |
| Oussama Sahnoune | 100 m livre masculino | 49.20 | 31            | Não se apurou | Não se apurou | Não se apurou | Não se apurou |
| Oussama Sahnoune | 50 m livre masculino  | 22.27 | 25            | Não se apurou | Não se apurou | Não se apurou | Não se apurou |